# Lingerie indiscrète
Lingerie indiscrète est une marque de lingerie et de sous-vêtements français créée en 2010 par la société CDB et Cie. L’entreprise fabrique de la lingerie et des sous-vêtements dans son usine de Chauvigny dans le département français de la Vienne.

## Historique
En 2009-2010, Béatrice Mongella, Christelle Bois et Didier Degrand, cadres dans la société de lingerie Aubade sont licenciés au profit d'une délocalisation en Tunisie. Béatrice Mongella, Christelle Bois et Didier Degrand décident de conserver le savoir-faire dans la lingerie-corseterie en France en créant la lingerie indiscrète, avec un atelier de production à Chauvigny. 
L'entreprise fabrique de la lingerie à la demande, avec l'appui d'un réseau de conseillères de vente nommées Demoiselles indiscrète. Sa création a été aidée par les banques, la région Poitou-Charentes et le département de la Vienne.
En 2013 est proposée de la lingerie adaptée pour les femmes atteintes d’un cancer du sein. Le chiffre d'affaires laisse entrevoir une rentabilité prochaine.  
En 2018, la faillite d'un de ses donneurs d'ordre entraîne de très importantes difficultés de trésorerie pour indiscrète ; le 24 juillet 2018, l'entreprise est mise en redressement judiciaire. Didier Degrand, président de la société, se suicide dans les locaux début août. 
Une vente solidaire est organisée pour tenter de trouver des liquidités afin de sauver l'entreprise. Un repreneur, Michel Gouzon est trouvé en janvier 2019.
Le 15 janvier 2019, la société obtient la signature d'un plan de redressement. Michel Gouzon, président de la société, Béatrice Mongella et Christelle Bois sont co-directeur général . L'entreprise lance « indiscret », une collection dédiée aux hommes et ouvre sa première boutique à la manufacture.
Début 2020, l'entreprise réoriente ponctuellement son activité dans la production de masques de protection en tissu. Plus de 100 000 seront produits à destination de ses clients et des entreprises de la région.
En 2021, l'entreprise poursuit son développement : elle a doublé ses effectifs en deux ans et enchaîne désormais les projets (acquisition de ses ateliers qu’elle louait auparavant, construction de deux extensions, installation de nouvelles machines), grâce à son positionnement haut de gamme et 100% made in France.
L'entreprise cesse son activité en avril 2023.

## Distinctions
- Label Entreprise du Patrimoine Vivant :  En perpétuant le savoir-faire et l’art de la séduction à la Française, Indiscrete est la 1ère entreprise de lingerie à être labellisée EPV par le Ministère de l'Économie et des Finances[17],[18]

- Prix national des Trophées PME de RMC : Fin 2020, l'entreprise décroche ce trophée avec à la clef une campagne publicitaire d'un an sur les ondes de la radio nationale[19],[20]

## Filmographie

### Documentaire
- Indiscrètes, le combat continue : reportage de France 2 (durée : 31 minutes) diffusé le 1er mai 2021 dans l'émission 13 h 15, le samedi animée par Laurent Delahousse[21].

### Interview
- André Angotti, Halte à la dictature de l'intelligence !, Librinova, 2018 (lire en ligne)  — transcription d'une interview de Béatrice Mongella, dans l'émission « La voix des TPE et des PME » sur Radio Accord